# ميشيل دي سوين
ميشيل دي سوين (بالهولندية: miˈxil də ˈzʋaːn، 20 يناير 1654 - 3 مايو 1707) كان جراحًا وبليغًا من جنوب هولندا.

## الطفولة والتعليم والحياة المهنية
دخل ميشيل دي سوين العالم في 20 يناير 1654 في دونكيرك وكان الابن الأكبر لبيتر دي سوين، الذي ينحدر من كامبراي في هينو، وزوجته كاتارينا سينليجير، من مواليد هولست في زيلاند.
درس في كلية اليسوعيين في مدينته الأصلية، حيث حصل على الأرجح على تعليم المبادئ الإنسانية، اكتسب تعليمه بشكل رئيسي من خلال المسرح، حيث كان المسرح في تلك الأيام أساس التعليم التربوي. بعد ست سنوات من الدراسة - ثلاث منها مع جراح وثلاث في مكان غير معروف - استقر دي سوين في دونكيرك كجراح وحلاق، وفي نفس الوقت كان ملتزمًا بالحياة الأدبية في هذه المدينة. على الرغم من أنه في تلك الأيام كان هناك بالفعل 14 جراحًا نشطًا في دونكيرك، يبدو أن دي سوين وجد عددًا كافيًا من المرضى حيث اشتكى في قصيدة عرضية من الوقت المحدود الذي يمكن أن يقضيه في الشعر.

## الخلفية التاريخية والأدبية

### احتلال دونكيرك
كان القرن السابع عشر فترة حاسمة في تاريخ البلدان المنخفضة، كما أثرت أحداث ذلك الوقت بشكل كبير على حياة دي سوين الخاصة. بينما شهدت جمهورية هولندا السبع المتحدة عصرها الذهبي، عانت منطقة جنوب هولندا من التدهور الاقتصادي ومآسي الحرب. بدأت مدينة أنتويرب الساحلية التي كانت مزدهرة ذات يوم في التدهور كمدينة كبرى، وهذا لصالح البلدات والمدن في الجمهورية الهولندية، مثل أمستردام ولاهاي وروتردام وأوتريخت.
في عام 1662، عندما كان دي سوين في الثامنة من عمره، باعت إنجلترا مدينة دونكيرك الفلمنكية إلى الملك لويس الرابع عشر ملك فرنسا. وبعد مرور عام، أصبحت اللغة الفرنسية هي اللغة الرسمية الإلزامية، ما أجبر الحياة العامة في هذا الجزء من فلاندرز على أن تتم بالكامل باللغة الفرنسية؛ منذ قانون Villers-Cotterêts، أصبح من غير القانوني في فرنسا التحدث بأي لغة أخرى غير الفرنسية. ومع ذلك، لم يتم الشعور بالتأثير الفرنسي على الفور؛ استمر جزء كبير من السكان في التحدث باللغة الهولندية حتى نهاية القرن التاسع عشر. علاوة على ذلك، فإن جميع الأعمال التي كتبها دي سوين كانت مكتوبة باللغة الهولندية. فقط بعد عام 1700، نشرت العروض في دور العرض في دونكيرك باللغة الفرنسية حصريًا.
ما قد يكون فكر فيه دي سوين بشأن الاحتلال الفرنسي يمكن فهمه بشكل غير مباشر من خلال قراءة السوناتا التي ينظر فيها إلى الوراء بحنين غير مخفي في رحلة في جمهورية هولندا السبعة المتحدة؛ زار روتردام حيث أقام في منزل ابنه. يبدو أن دي سوين كان يفضل المعايير والقيم الهولندية على تلك التي كان على بلاده المحتلة تقديمها في ظل الحكم الفرنسي.